# معماری سومری
تقریبا در اوایل هزاره چهارم پیش از میلاد مسیح حادثه ای عظیم در بین النهرین به وقوع پیوست و آن مسکون شدن درّه های بزرگ رودخانه ها بود.پس از این حادثه بود که نوشتن،هنر،معماری ساختمانی و شکل های جدید حکومتی پدیدار گردید.معماری سومر در خدمت معابد بود.
اروک بزرگترین شهر سومری،دو مجموعه بزرگ پرستشگاهی داشت:اولی به نام معبد انانا و دیگری به آنو تعلق داشت.
هرکدام از این دو مجموعه دارای چند پرستشگاه بودند که قدیمی ترین آنها دردوره اروک ساخته شده بودند.
از معابد قدیمی حفظ شده می توان به معبد سنگ  آهک،معبد ستوت و معبد سفید اشاره کرد. در بین النهرین زمان سومریان و حتی پیش از آن آن معماری در خدمت مذهب بود در حقیقت معماری و هنر را مذهب تعیین می‌کرد.
برجسته ترین بخش مجتمع و در واقع شناخته‌شده‌ترین ساختمان در دره بین النهرین معبد بود که زیگورات نامیده می شد ر مورخان و محققان معتقدند که زیگورات را سومری ها به وجود آوردند فرم و نام زیگورات که در دوره‌های بعد مشخص شد در زمان سومری ها به معنای کوه بوده است بعدها نیز مورد استفاده بابلی‌ها قرار گرفت برخی این ساختمان را پلکان هایی از آسمان و کوه های ساختگی توصیف کردند.
برای ساخت یک زیگورات نخست کوهی از خشت خام بر روی شالوده عظیم به ارتفاع ۱۵ متر دو طبقه سوار بر روی هم قرار دادند که به ترتیب کوچکتر می شوند و از آن دو احتمالاً طبقه بالا در حکم پی زیارتگاه بوده است که پلکان خرپشته ای هر یک با ۱۰۰ پله در یک نقطه به دروازه برج دار زیگورات می‌رسند.
معماری سومری ها از مصالح آجر و گل و غیر و خشت برای زیر کار ولیعصر جوش و گاهی آجرهای لعابدار برای روکار استفاده می‌شده چوب نیز در این بیماری به کار می‌رفت در واقع اساس و پایه معماری سومری که بعدها آبادی ها و بابلی ها هم از آن تقلید و ارتباط نموده اند از جرز و قوس و طاق گهواره ای بوده است.
هنر سومری هنر دینی کاهنی تشریفاتی و مبتنی بر پرستش خدایان گوناگون و نیز بزرگداشت فرمانروای روحانی بوده است.
منبع:آشنایی با معماری جهان،دکتر محمد ابراهیم زارعی،ص ۱۳ تا۱۷

## مصالح
ساختار ساختمان‌های سومری از آجرهای قالب زده اما نپخته ازگل است و به صورت خشکه چین است و با ملات یا سیمان تثبیت نشده‌است
این نوع اجر و چیدن آن بدون ملات به نظر ناپایدار می‌آید. برای رفع این مشکل سومریان در چیدمان دیوارها ابتکار به خرج دادند. آن‌ها درردیف‌های عمودی آجرها بافاصله‌های هرچند (متر) شکاف‌هایی خالی گذاشتند سپس داخل این شکاف‌ها را به وسیلهٔ قیر (مواد نفتی) پوشال (حصیر و گل) نی‌هایی که درمرداب‌ها رشد می‌کنند و امثال این مصالح پر می‌کردند که باعث استحکام دیوار می‌شود.
ساختمان‌های ساخته شده از گل به تدریج روبه زوال و استهلاک گذاشته به همین دلیل در طول زمان خراب شده ویک سطح مرتفع تر به وجود آورده سپس در سال‌های بعد، روی همین نقطه اما سطحی بالاتر ساختمان‌های جدید ساخته شده‌است. این سیر خراب شدن و دوباره ساختن شدن‌ها درعمق خاک اشکوب‌هایی مختلفی به وجود می آورد که بازدن ترانشه، این اشکوب‌ها نشاندهنده دوران‌های مختلف یک شهر در یک محل مشخص تاریخی است.
نتیجه این اشکوب‌های مختلف ساخت تپه‌هایی است که به آن‌ها "تل " می‌گویند؛ و اینگونه تپه‌ها در شرق نزدیک زیاد وجوددارد در متن‌های کنده کاری و حکاکی شده سومریان تصویری از خانه‌هایی هست که بانی‌های ساخته شده که بی شباهت به خانه‌هایی که امروز در جنوب عراق ساخته می‌شود نیست.
معبدهای و کاخ‌های سومری با مصالح پیش‌رفته‌تر و تکنیک‌های بهتر ساخته می‌شد. مانند دیوارهای پشت‌بند شکست (برجسته) ساختن ساختمان‌ها؛ متون‌ها و پوسته‌های گلی به عنوان لایه‌های پوشاننده و تزئینی ساختمان‌ها نوشته و متن نیز برای معماران بسیار ارزشمند بود به منظور ثبت ساختمان‌هایی که برای که برای مسئولان وقت یا نجیب‌زادگان یا پادشاهان ساخته می‌شده‌است.

## زیگورات
معروفترین ساختمان‌های سومری و زیگورات‌ها هستند :زمین‌های مسطح با معبدهایی در ارتفاع این گونه زیگورات‌ها شاید الهام بخش برای سازندگان "برج بابل "بوده این زیگورات‌ها باارتفاع‌های بسیار بلند با آجرهای ساخته شده در گل و نپخته ساخته می‌شدند. این ساختمان‌ها از پایین به بالا از نظر عرض کوچکتر و کوچکتری می‌شوند و در مرتفع‌ترین نقطه معبد وجود دارد. پلکان‌هایی در اطراف برا ی دسترسی به معبد وجود داشت.
روی بدنه این زیگورات‌ها معمولاً نوشته‌هایی برای معرفی بنا، توضیح علت ساخت کردن و بانی و سازندهی آن حک شده‌است
امروزه نیز ساختمان‌های شبیه زیگورات در معماری مدرن دیده می‌شود.